# 斎宮村
斎宮村（さいくうむら）は三重県多気郡にあった村。現在の明和町の南西部、近鉄山田線・斎宮駅の周辺にあたる。

## 地理
- 河川：祓川、大堀川

## 歴史
- 1889年（明治22年）4月1日 - 町村制の施行により、多気郡竹川村・金剛坂村・斎宮村・平尾村・池村・上村・岩内村の区域をもって斎宮村が発足。
- 1955年（昭和30年）4月15日 - 多気郡明星村と新設合併して斎明村が発足。同日斎宮村廃止。

## 交通

### 鉄道路線
- 近畿日本鉄道
  - 山田線：斎宮駅
- 参宮急行電鉄（現・近畿日本鉄道）
  - 本線（1942年廃止） ：南斎宮駅

### 道路
- 伊勢街道

## 名所・旧跡・観光スポット・祭事・催事
- 斎宮